# 701-es busz (2009–2016)
A 701-es jelzésű elővárosi autóbusz Budapest, Nagytétény autóbusz-forduló és Érd, autóbusz-állomás között közlekedett. A járatot a Volánbusz üzemeltette.

## Megállóhelyei
| 0                                 | Budapest, Nagytétény autóbusz-forduló végállomás | 9 | 11 | 33, 133E 699 |
| ∫                                 | Budapest, Bányalég utca*                         | ∫ | 9  | 33 700 |
| ∫                                 | Budapest, Nagytétény, ipartelep*                 | ∫ | 8  | 33 700 |
| 3                                 | Budapest, Tétényi út (Érd, Tétényi út)           | 6 | 6  | 699, 700 |
| Budapest–Érd közigazgatási határa |                                                  |   |    | |
| 5                                 | Érd, Sulák-Árok                                  | 4 | 4  | 699, 700 |
| 6                                 | Érd, Állami Gazdaság                             | 3 | 3  | 699, 700 |
| 7                                 | Érd, Erika utca                                  | 2 | 2  | 699, 700, 710, 712, 720, 721, 722, 741, 742, 743, 744, 745, 746 |
| 9                                 | Érd, autóbusz-állomás végállomás                 | 0 | 0  | 699, 700, 705, 710, 711, 712, 713, 715, 720, 721, 722, 731, 734, 735, 736, 741, 742, 743, 744, 745, 746, 755, 756 1120, 1134 Érd alsó: S30 , Z30 , S34 , S35 , S36 Érd felső: S40 , S42 , G43 , G44 |

*Ezeket a megállókat csak az Érdről 5.50-kor, illetve 6.35-kor induló járat érintette.